# Tim Schleicher
Tim Schleicher (Núremberg, 30 de diciembre de 1988) es un deportista alemán que compitió en lucha libre. Ganó una medalla de bronce en el Campeonato Europeo de Lucha de 2013, en la categoría de 60 kg.

## Palmarés internacional
| Campeonato Europeo | Campeonato Europeo | Campeonato Europeo | Campeonato Europeo |
| Año                | Lugar              | Medalla            | Categoría          |
| ------------------ | ------------------ | ------------------ | ------------------ |
| 2013               | Tiflis (Georgia)   | Medalla de bronce  | 60 kg              |